# AlphaServer

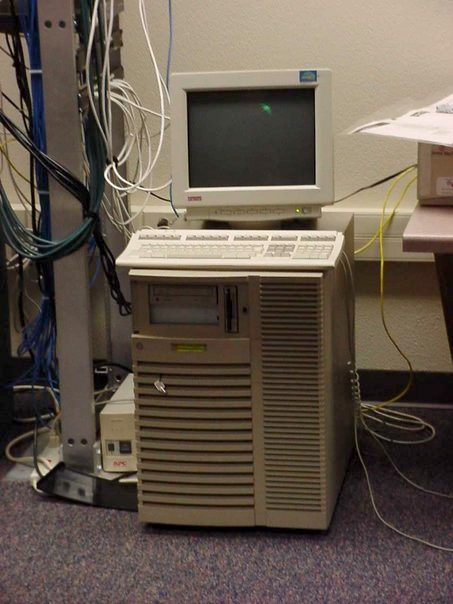
AlphaServer 2000, Außenansicht

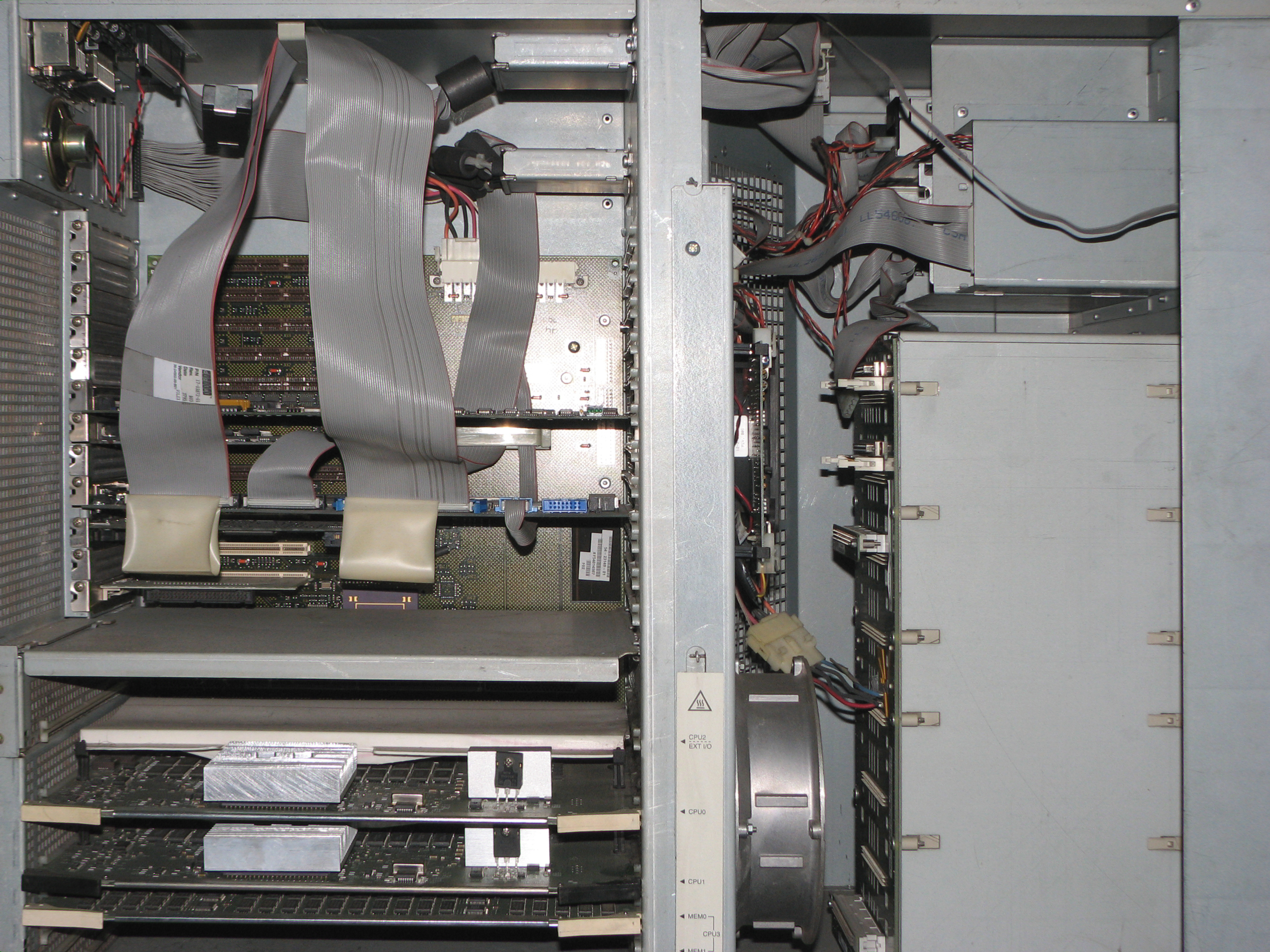
Ein AlphaServer 2100 von innen

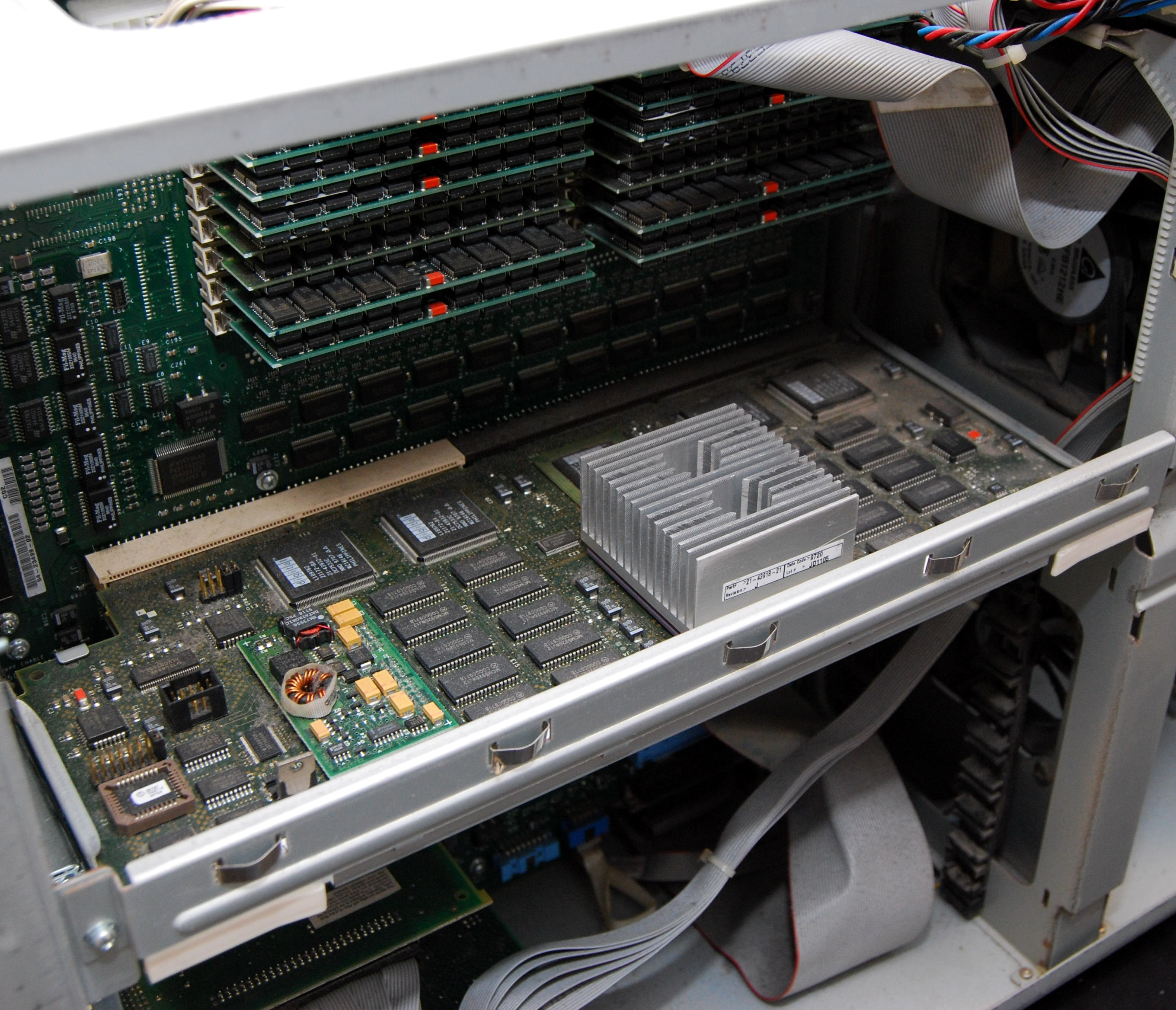
Ein AlphaServer 1000A von innen

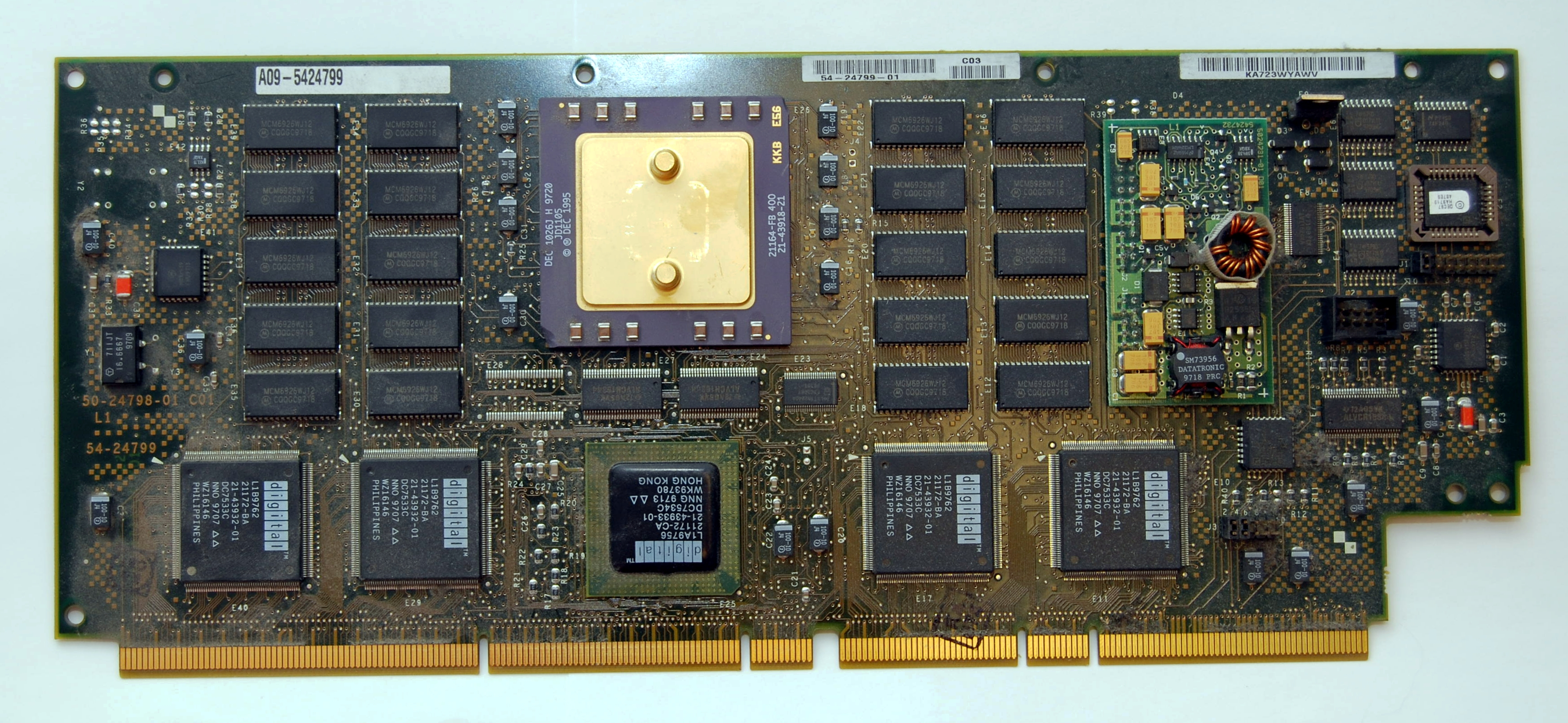
Alphaserver 1000A CPU-Board

Der AlphaServer war eine Baureihe von Servern mit Alpha-Prozessor, die von Digital Equipment Corporation (DEC), später von Compaq und anschließend HP vermarktet wurde. Das Gegenstück zum AlphaServer war die AlphaStation für Workstations mit Alpha-Prozessor.
Bereits im April 1994 erschien mit dem DEC 2100 A500MP der Nachfolger des DEC 2000 AXP. Im November 1994 führte DEC die Bezeichnung AlphaServer zusammen mit der AlphaStation ein und gliederte den DEC 2100 A500MP unter der neuen Bezeichnung AlphaServer 2100 4/200 nachträglich zusammen mit neuerschienenen Modellen in die Reihe ein. Unterstützte Betriebssysteme waren Tru64 UNIX, OpenVMS und bis zum Jahr 2000 auch Windows NT. Es gibt auch Portierungen von Linux und BSD-basierten Betriebssystemen (FreeBSD, NetBSD, OpenBSD) für den AlphaServer.
HP produzierte noch bis zum Jahr 2007 AlphaServer, bis zum Jahr 2010 waren noch „runderneuerte“ AlphaServer von HP erhältlich. Der technische Support lief bis zum Jahr 2012.